# Leptepania schuhi
Leptepania schuhi är en skalbaggsart som beskrevs av Holzschuh 1995. Leptepania schuhi ingår i släktet Leptepania och familjen långhorningar. Inga underarter finns listade i Catalogue of Life.